# Carmen Ramos Vellón
Carmen Ramos Vellón (Benicassim, 18 de junio de 1998) es una atleta española especializada en pruebas combinadas. Poseyó el récord de España de heptatlón con 5 905 puntos desde julio de 2018 hasta julio de 2019, cuando fue superado por María Vicente.

## Trayectoria
El 8 de julio de 2018 batió el récord de España de heptatlón en el transcurso de los Campeonatos de España de Atletismo Sub-23, disputados en Soria.
En abril de 2022 se le concedió el premio Reina Sofía del Deporte de 2019 por su gesto deportivo al ayudar a María Vicente en su intento de batir su propio récord de heptatlón.

## Palmarés
- Campeona de España de pentatlón en pista cubierta (2018)
- Campeona de España sub-23 de heptatlón (2018)
- Campeona de España sub-20 de pentatlón en pista cubierta (2017)
- Campeona de España sub-16 de peso en pista cubierta (2013)

## Marcas personales
| Prueba                  | Marca   | Viento | Lugar      | Fecha               |
| ----------------------- | ------- | ------ | ---------- | ------------------- |
| 100 metros vallas       | 13.98   | + 1.1  | Gandía     | 9 de junio de 2018  |
| Salto de altura         | 1.72    | —      | Soria      | 7 de julio de 2018  |
| Lanzamiento de peso     | 12.92   | —      | Murcia     | 7 de mayo de 2016   |
| 200 metros              | 24.73   | +1.0   | Soria      | 7 de julio de 2018  |
| Salto de longitud       | 6.00    | +0.0   | Soria      | 8 de julio de 2018  |
| Lanzamiento de jabalina | 45.11   | —      | Granollers | 14 de julio de 2018 |
| 800 metros              | 2:15.13 | —      | Soria      | 8 de julio de 2018  |
| Heptatlón               | 5905    | —      | Soria      | 8 de julio de 2018  |
| Otras pruebas           |         |        |            |                     |
| 400 metros              | 57.03   | -      | Castellón  | 29 de mayo de 2021  |

| Prueba              | Marca   | Lugar     | Fecha                 |
| ------------------- | ------- | --------- | --------------------- |
| 60 metros vallas    | 8.51    | Salamanca | 10 de febrero de 2018 |
| Salto de altura     | 1.73    | Valencia  | 17 de febrero de 2018 |
| Lanzamiento de peso | 13.28   | Madrid    | 19 de febrero de 2021 |
| Salto de longitud   | 5.94    | Valencia  | 17 de febrero de 2018 |
| 800 metros          | 2:17.43 | Madrid    | 28 de enero de 2018   |
| Pentatlón           | 4180    | Madrid    | 28 de enero de 2018   |
| Otras pruebas       |         |           |                       |
| 60 metros           | 7.88    | Valencia  | 27 de febrero de 2016 |
| 200 metros          | 25.23   | Valencia  | 3 de febrero de 2018  |